# Panorama Mesdag
(Vincent van Gogh, 1881)
Panorama Mesdag è un dipinto di panorama realizzato da Hendrik Willem Mesdag conservato in un museo costruito appositamente all'Aia, in Paesi Bassi. Rappresenta pittura circolare più grande del mondo.

## Storia
Mesdag fu un pittore di rilievo della Scuola dell'Aia, ispirato al tema del mare. Nel 1879 Mesdag aveva già dipinto questo paesaggio su un cilindro in vetro, di cui è possibile ammirare una copia.
Nel 1880 una società belga gli commissionò il dipinto del Panorama; con l'assistenza della moglie e di molti studenti pittori, l'opera fu completata nel 1881.
A Mesdag si attribuiscono il cielo, il mare, la spiaggia con le barche, la moglie raffigurata (Sientje Mesdag Van Houten) ed il villaggio. Théophile de Bock realizzò le dune. I personaggi sono da attribuire a George Hendrik Breitner, mentre la donna in costume con il suo bambino sono di Blommers.
Tuttavia, la moda per i dipinti di panorama si esaurì rapidamente e la società belga dichiarò fallimento nel 1886. Mesdag acquistò il Panorama e coprì le perdite finanziarie di tasca propria.
Il Panorama è oggi il più antico dipinto del suo genere ancora conservato nella sua originaria ubicazione.

## Descrizione

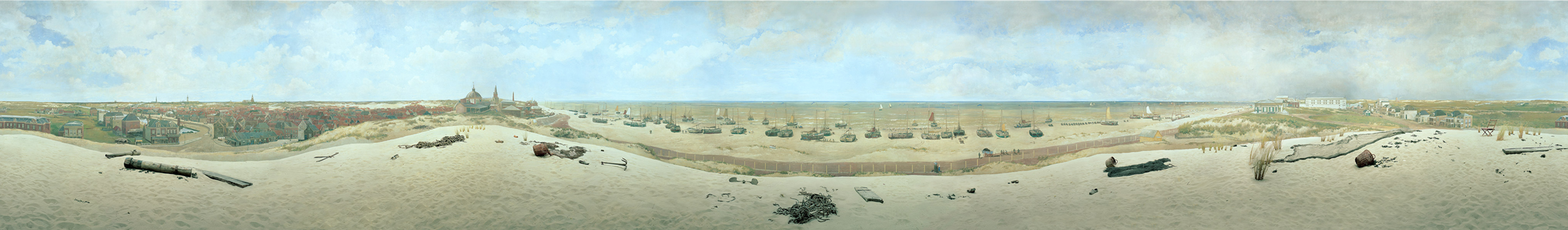
Panorama Mesdag

Si tratta di un dipinto cilindrico (noto come Cyclorama) alto più di 14 metri e di circa 40 metri di diametro (120 metri di circonferenza).
Dalla galleria di osservazione al centro della sala e a 14 metri dal dipinto, la prospettiva cilindrica crea l'illusione che l'osservatore si trovi su una duna di sabbia sopraelevata con vista sul mare, sulle spiagge e sul villaggio di Scheveningen (l'Aia), così come apparivano nel 1881.
Un piano di terreno sabbioso artificiale tutto intorno alla galleria di osservazione nasconde all'osservatore la base del dipinto e rende l'illusione più efficace.